# Hans Cranach

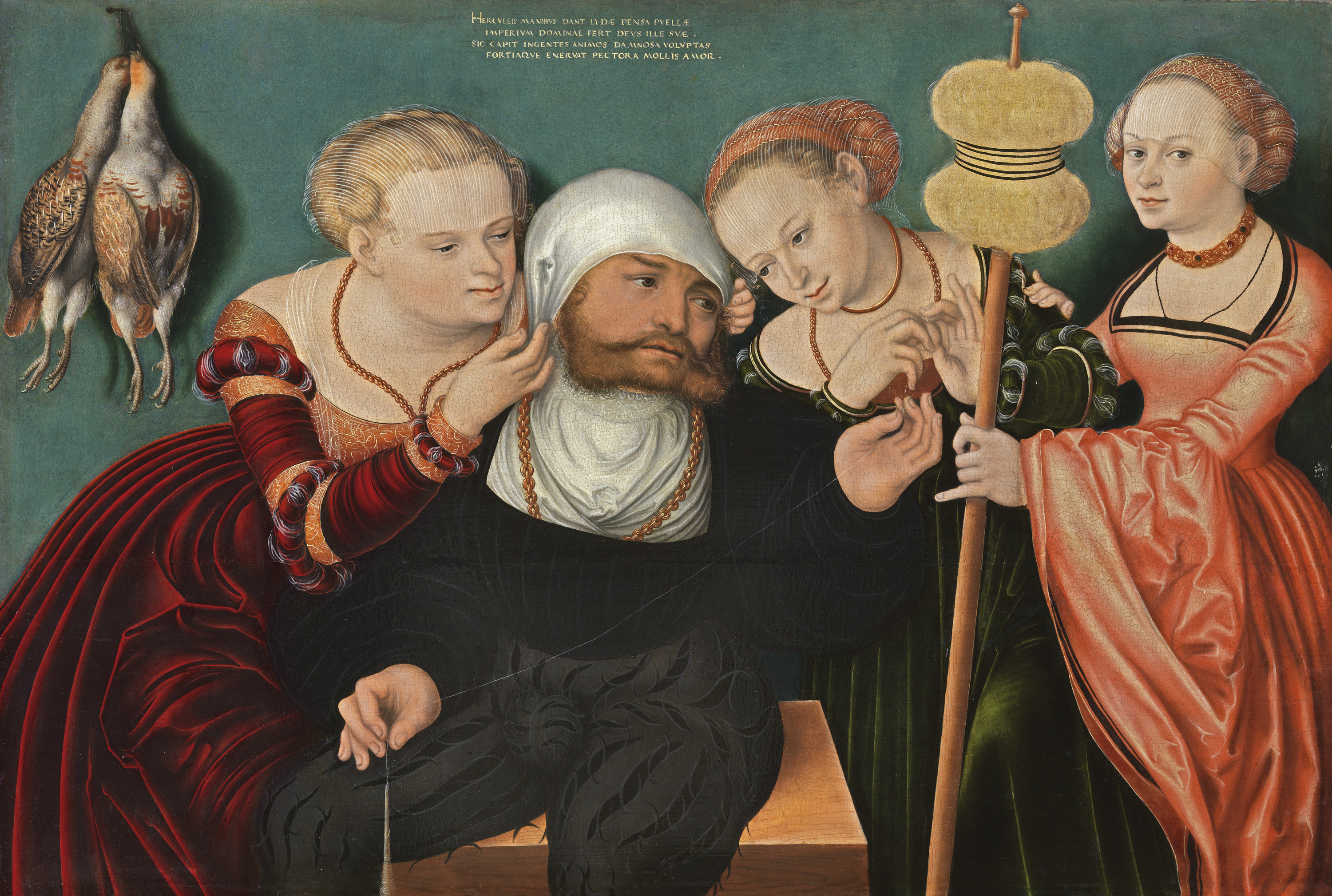
Hércules en la corte de Onfalia, 1537, óleo sobre madera de haya, 57,5 x 87,3 cm, Madrid, Museo Thyssen-Bornemisza.

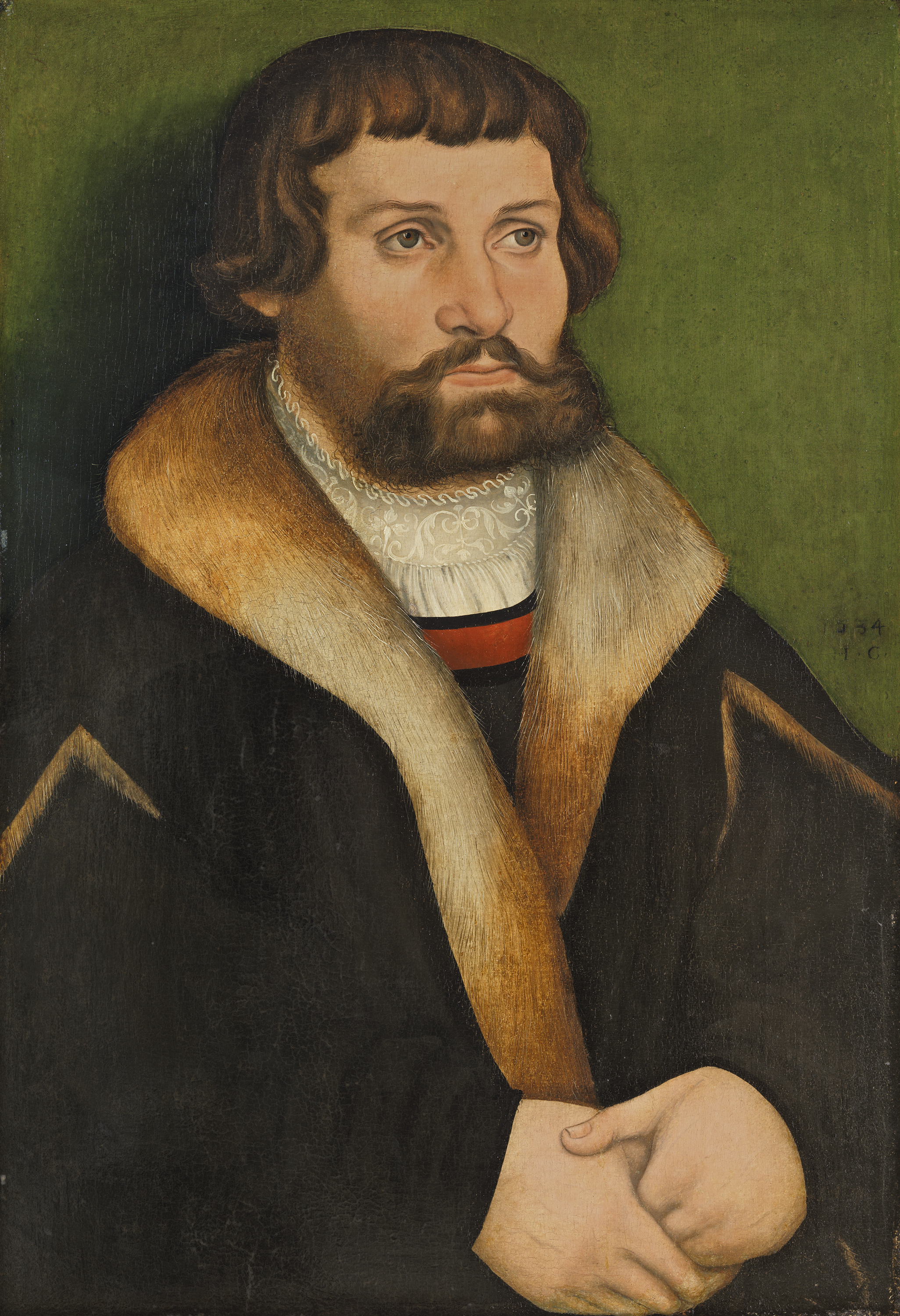
Retrato de un hombre barbado, 1534, óleo sobre tabla, 51,4 x 35,1 cm, Museo Thyssen-Bornemisza.

Hans Cranach (c. 1513 – Bolonia, 1537) fue un pintor alemán, hijo de Lucas Cranach el Viejo y hermano mayor de Lucas Cranach el Joven. 

## Biografía y obra
Sin noticias del lugar y fecha de su nacimiento, a Hans Cranach se le documenta solo a partir de 1533-1534, cuando trabajaba en el taller de su padre en Wittenberg. En 1537 viajó a Italia, como consta por un cuaderno de dibujos con paisajes italianos conservado en Hannover.
Murió en Bolonia de forma inesperada, con apenas unos 24 años, el 9 de octubre de 1537. En señal de duelo, su padre Cranach el Viejo modificó el dragón alado que era el anagrama del taller familiar: las alas que aparecían desplegadas hacia arriba, se dispusieron hacia abajo. A partir de entonces, todas las pinturas producidas por la familia mostraron dicho anagrama modificado, lo cual suele ayudar a los historiadores como referencia cronológica en los casos de obras sin fechar. 
Únicamente se conocen dos pinturas al óleo firmadas por Hans Cranach: tienen las iniciales «HC», y ambas se conservan en el Museo Thyssen-Bornemisza de Madrid: el Retrato de un hombre barbado, fechado en 1534, y Hércules en la corte de Onfalia, tabla fechada en 1537, el mismo año de su muerte prematura, firmada con el emblema familiar de la serpiente alada además de las iniciales. Tomando como base estas dos pinturas, de estilo muy cercano al de su padre, se ha intentado delimitar la parte que pudiera corresponder a cada uno en las obras salidas del taller familiar, del que hubo de ser colaborador importante, aunque la propuesta de atribución de algunas obras es objeto de debate. Entre lo atribuido figura un retrato femenino conservado en el Petit Palais de París, que se ha supuesto pudo formar pareja con el retrato masculino del Thyssen.